# Pavel Varfolomeevič Kuznecov
Pavel Varfolomeevič Kuznecov, o Kuznetsov (in russo Павел Варфоломеевич Кузнецов?; Saratov, 17 novembre 1878 – Mosca, 21 febbraio 1968), è stato un pittore, scenografo e grafico russo, uno dei pittori delle avanguardie russe del primo Novecento.

## Biografia

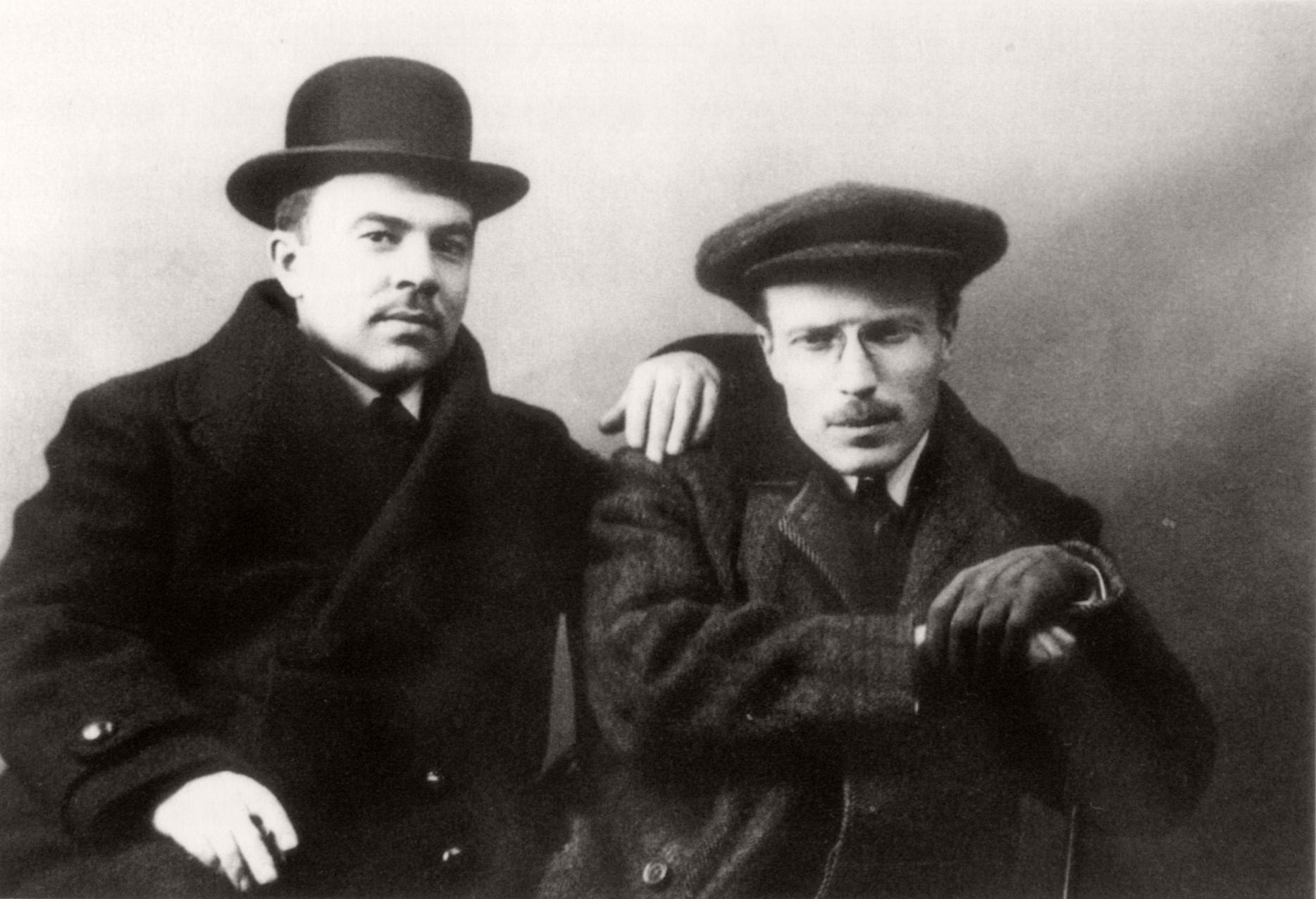
Kuznecov con A. T. Matveev, 1910

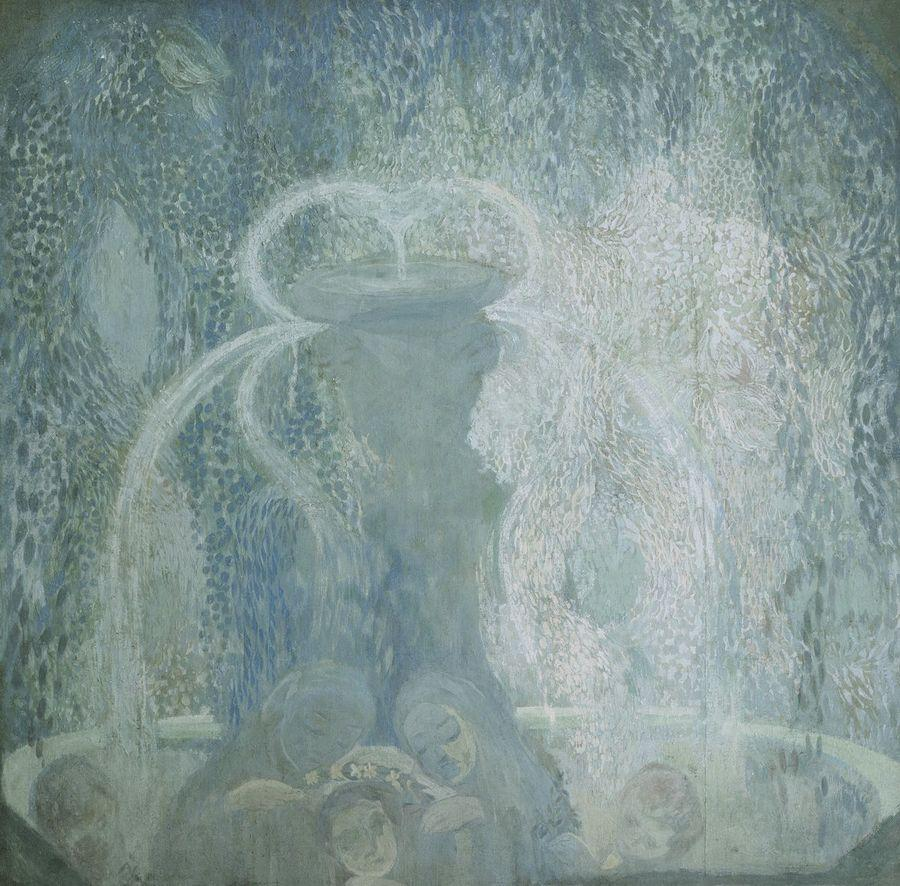
La fontana azzurra, 1905

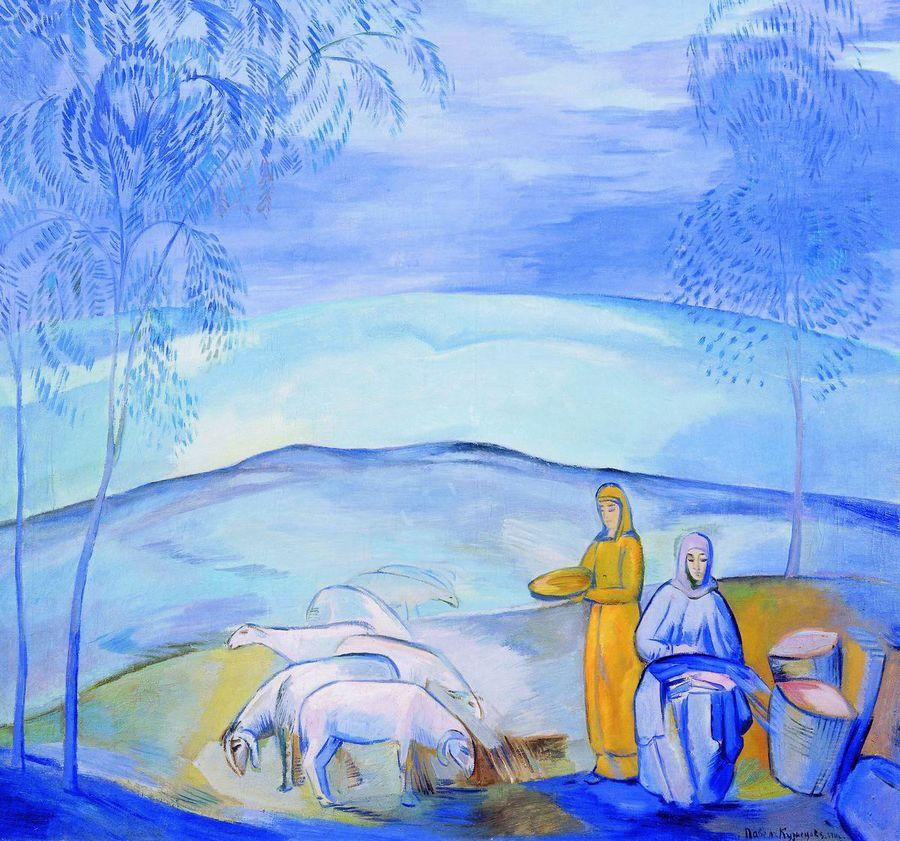
Miraggio delle steppe, 1912

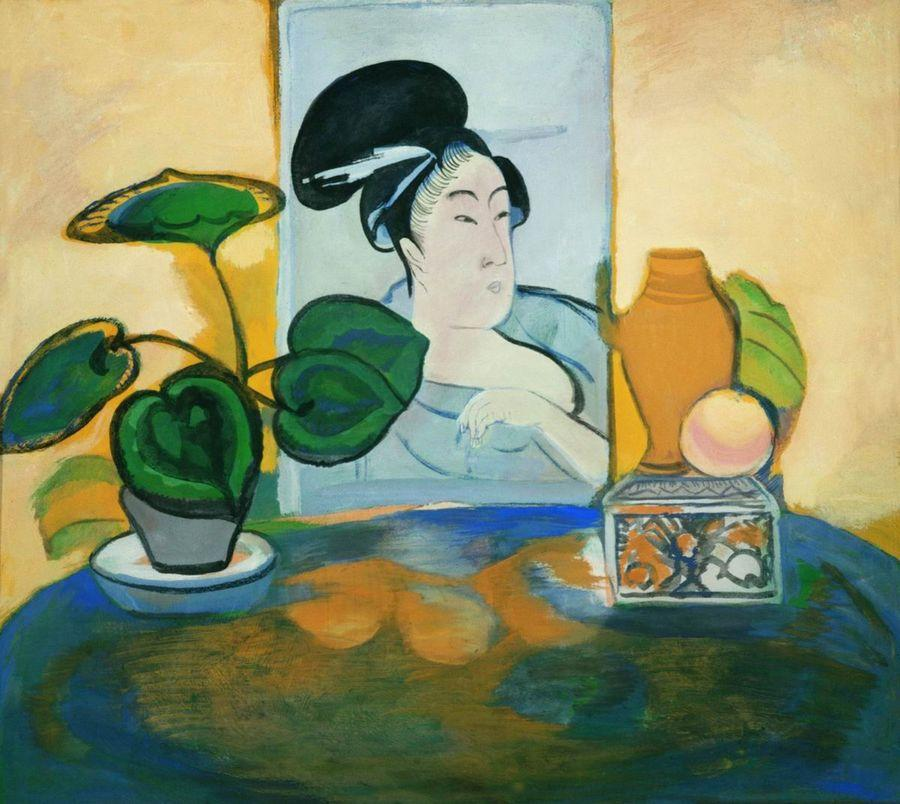
Natura morta con un'incisione giapponese, 1912

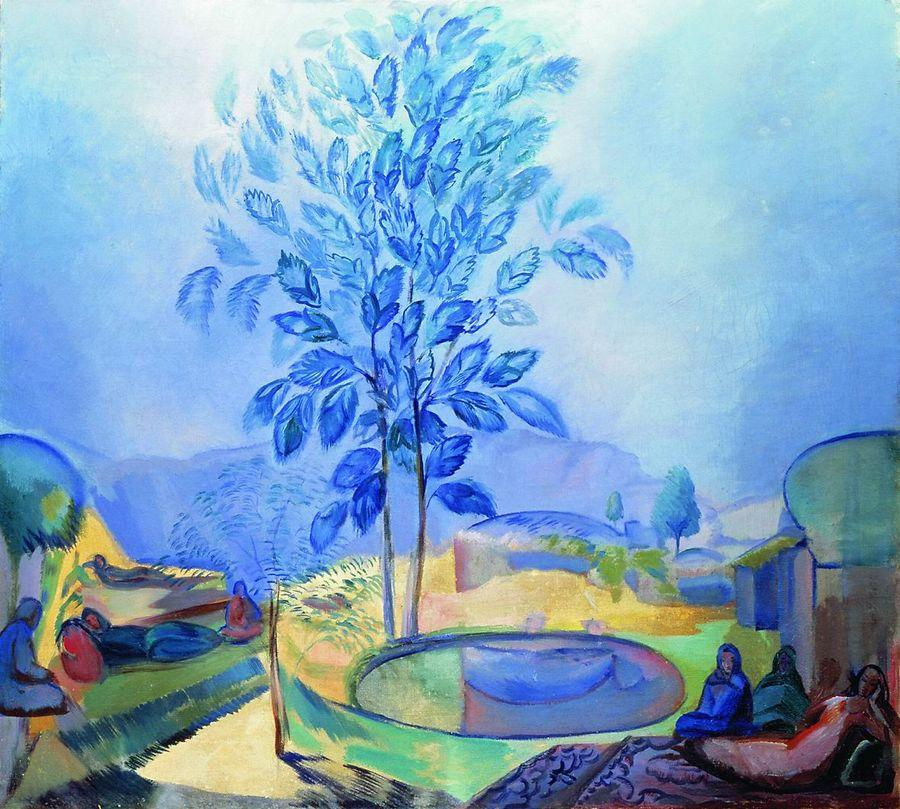
Motivo orientale, 1913-1914

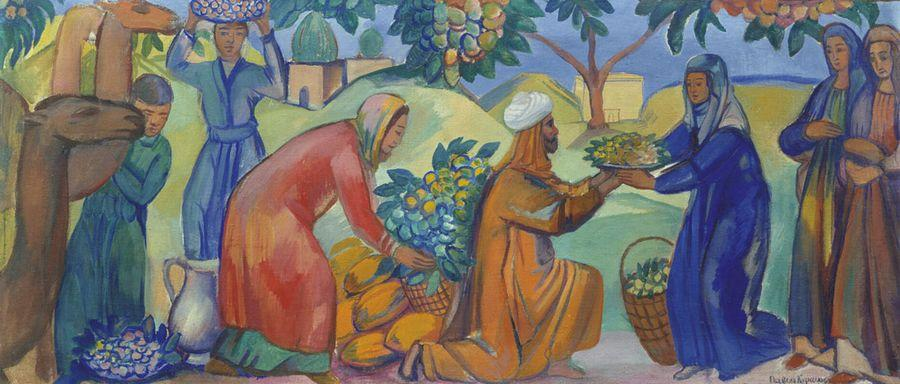
Raccolta di frutta, bazar asiatico, 1913-1914

Nato in una famiglia di pittori di icone, Kuznecov effettuò una carriera di studi e di formazione, iniziando dall'Associazione degli amanti delle belle arti di Saratov, seguendo gli insegnamenti di V. V. Konovalov e di G. P. Baraki Salvin.
Fu allievo, dal 1895 al 1896 di Borisov-Musatov, dal quale ricevette una grande influenza, così come da Gauguin.
Successivamente proseguì la sua formazione artistica presso l'Istituto di pittura, scultura e architettura di Mosca con Serov, e con i pittori del Gruppo Itinerante, Archipov, Korovin, Pasternak.
Kuznecov soggiornò anche a Parigi, dove studiò all'Accademia Colarossi, dal 1904 al 1906.
Grazie al contributo di Serov, esordì esponendo alla mostra del Mondo dell'arte, nel 1906, dopo di che si avvicinò al gruppo della Rosa Azzurra, organizzando un'esposizione nel 1907.
Dalla fine della prima guerra mondiale collaborò con i teatri moscoviti eseguendo scenografie e costumi, come quelle per il dramma Sakuntala (1914), scritto da Kālidāsa, messo in scena sotto la direzione di Alexandre Tairov.
Kuznecov insegnò pittura dapprima all'Istituto di pittura, scultura e architettura di Mosca (1924-1926), successivamente all'Istituto di belle arti (1937) e infine alla Scuola superiore di arte industriale (1945-1948).
Le sue opere furono esposte al Salon e al Salon d'Automne di Parigi, alla mostra del Vello d'Oro a Mosca, nei primi decenni del XX secolo, oltre che in numerose mostre di Arte figurativa russa e sovietica in Germania, Francia, Italia e Giappone, nella seconda metà del XX secolo.
La casa d'infanzia di Kuznecov è stata aperta come museo nel 2000 e oggi ospita un programma a rotazione di mostre temporanee, incentrato principalmente sulle opere di Kuznecov e dei suoi contemporanei.

## Stile e opere
Nel suo primo periodo artistico, rimase vicino solaménte ad alcune caratteristiche simboliste del Mondo dell'arte, guidato da Djagilev e Léon Bakst, poiché non approvò il loro decorativismo e la loro teatralità, preferendo invece dipingere dal vero e perseguendo ricerche di linea e di colore.
Dopo il 1910 manifestò un maggior gusto del primitivo, in dipinti dove il lirismo, la ricerca di atmosfera e di una immagine bidimensionale diventarono gli elementi principali della sua arte.
In seguito sviluppò il suo stile, dopo aver intrapreso un viaggio in Trans-Volga (1911-1912) e in Asia centrale (1912-1913), che lo ispirò notevolmente, avvicinandolo alla pittura persiana e mongolica, assumendo così una posizione personale nell'ambito delle arti sovietiche, caratterizzata per il ritmo e la poesia orientale, l'eterno respiro delle storie popolari dei popoli dell'est, miscelati a qualche elemento post-impressionista francese.
Durante gli anni venti e trenta, Kuznecov proseguì la sua ricerca di forme decorative e monumentali usando, spesso, nei suoi dipinti tecniche di pittura murale.
Le tematiche principali nelle sue opere risultarono le nature morte e i paesaggi, oltre che scene storiche realizzate anche come illustrazioni per numerosi libri e numerosi ritratti.
Tra le sue opere si possono menzionare: La fontana azzurra (1905), che rappresentò la nozione di pittura del gruppo Rosa azzurra, evidenziando elementi simbolisti, dal titolo al tema, dai colori alle linee più sottili, dall'espressione del significato di un mondo azzurro a quello del subconscio;Il risveglio del diavolo (1906); Vacanze (1906); Vendemmia (1907); Miraggio delle steppe (1912).

## Opere principali
- Fontana azzurra (Голубой фонтан, 1905);
- Mattino (Утро, 1905);
- Nascita (Рождение, 1906);
- Miraggio delle steppe (Мираж в степи, 1912);
- Serata nella steppa (Вечер в степи, 1912);
- Tosatura delle pecore (Стрижка овец, 1912);
- Pioggia nella steppa (Дождь в степи, 1912);
- Casa del tè (Чайхана, 1912);
- Natura morta con un'incisione giapponese (Натюрморт с японской гравюрой, 1912);
- Divinazione (Гадание, 1912);
- Nel tempio buddista (В храме буддистов, 1913);
- Raccolta di frutta, bazar asiatico (Сбор плодов, Азиатский базар, 1913—1914);
- Alla fonte (У источника, 1919—1920);
- Donna uzbeka (Узбечка, 1920);
- Turkestan (Туркестан, 1923);
- Comici parigini (Парижские комедианты, 1924—1925);
- Riposo dei pastori (Отдых пастухов, 1927);
- Fattoria collettiva di Crimea (Крымский колхоз, 1928);
- Ritratto dello scultore A. T. Matveyev (Портрет скульптора А. Т. Матвеева, 1928);
- Ponte sul fiume Zangu (Мост через реку Зангу, 1930);
- Madre (Мать, 1930);
- Smistamento del cotone (Сортировка хлопка, 1931).